# Estación Herrera
Herrera es una estación ferroviaria ubicada en la localidad homónima, Departamento Avellaneda, Provincia de Santiago del Estero, Argentina.

## Servicios
La estación corresponde al Ferrocarril General Bartolomé Mitre de la red ferroviaria argentina.
Por sus vías transitan los servicios Retiro - Tucumán de la empresa estatal Trenes Argentinos Operaciones. Desde el 2 de diciembre de 2022 los trenes prestan parada en esta estación.